# Barbut d'Emin
El barbut d'Emin (Trachyphonus emini) és una espècie d'ocell de la família dels líbids (Lybiidae) que habita zones àrides de garrigues i matolls de Tanzània central i oriental.